# Festival du film espagnol Cinespaña de Toulouse 2018
Le Festival du film espagnol Cinespaña de Toulouse 2018, 23e édition du festival, s'est déroulé du 5 au 14 octobre 2018.

## Déroulement et faits marquants
Des rétrospectives Álex de la Iglesia et Novo Cinema Galego sont présentés à l'occasion du festival. 
Le palmarès est dévoilé le 13 octobre 2018 : la Violette d'or est remporté par Carmen et Lola de Arantxa Echevarría qui remporte aussi le prix du public. Le Prix du meilleur réalisateur est remporté par Sergi Portabella pour Jean-François y el sentit de la vida.

## Jury longs-métrages de fiction
- Julie Lopes Curval (présidente du jury), réalisatrice, scénariste
- Marie Bunel, actrice
- Muriel Edelstein, chef opératrice
- Jérôme Soubeyrand, comédien, scénariste et réalisateur
- Gemma Vidal, productrice

## Sélection

### En compétition

#### Longs métrages
- Carmen et Lola de Arantxa Echevarría
- Jean-François y el sentit de la vida de Sergi Portabella
- La enfermedad del domingo de Ramón Salazar
- Les distàncies d'Elena Trapé
- Oreina de Koldo Almandoz
- Quién te cantará de Carlos Vermut
- Trinta Lumes de Diana Toucedo

#### Nouveaux réalisateurs
- A estación violenta d'Anxos Fazáns
- Ana de día d'Andrea Jaurrieta
- Dhogs d'Andrés Goteira
- Formentera Lady de Pau Durà
- Matar a Dios de Caye Casas  et Albert Pintó
- Sotabosc de David Gutiérrez Camps
- Tierra Firme de Carlos Marques-Marcet
- Viaje al cuarto de una madre de Celia Rico

#### Documentaires
- Alberto García-Alix. La línea de sombra de Nicolás Combarro
- Hasta mañana si Dios quiere d'Ainara Vera
- Hayati (mi vida) de Sofi Escudé et Liliana Torres
- Lo que dirán de Nila Núñez Urgell
- Rêve de mousse d'Elena Molina
- Ta acorda ba tu el Filipinas? de Sally Gutiérrez

## Films d'ouverture
- Muchos hijos, un mono y un castillo de Gustavo Salmerón
- El autor de Manuel Martín Cuenca

## Panorama
Une vingtaine de films, de fiction ou documentaires, est proposée comme chaque année pour partager avec le public un panorama des réalisations espagnoles récentes.

### Avant-Premières
- Another day of life de Raúl de la Fuente et Damian Nenow
- La noche de 12 años d'Álvaro Brechner
- The Bookshop d'Isabel Coixet

### Longs métrages
- Abracadabra de Pablo Berger
- Champions (Campeones) de Javier Fesser
- Escobar (Loving Pablo) de Fernando León de Aranoa
- Everybody Knows (Todos Lo Saben) d'Asghar Farhadi
- Handia de Jon Garaño et Aitor Arregi Galdos
- La vida lliure de Marc Recha
- Le Labyrinthe de Pan de Guillermo del Toro
- L'Homme qui tua Don Quichotte de Terry Gilliam
- L'Olivier (El Olivo) d'Icíar Bollaín
- Matador de Pedro Almodóvar
- Muse (Musa) de Jaume Balagueró
- Que Dios nos perdone de Rodrigo Sorogoyen
- Verónica de Paco Plaza
- Vivir y otras ficciones de Jo Sol
- El Corredor de José Luis Montesinos

## RétrospectiveÁlex de la Iglesia
- Mirindas asesinas
- Action mutante (Acción mutante)
- Le Jour de la bête (El día de la bestia)
- Perdita Durango
- Mes chers voisins (La comunidad)
- Le Crime farpait (Crimen ferpecto)
- Balada triste (Balada triste de trompeta)
- Les Sorcières de Zugarramurdi (Las brujas de Zugarramurdi )
- Pris au piège (El bar)

## Carte Blanche àÁlex de la Iglesia
- El extraño viaje de Fernando Fernán Gómez
- Le Bourreau (El verdugo) de Luis García Berlanga
- La cabina d'Antonio Mercero

## Rétrospective Novo Cinema Galego
- A estación violenta de Anxos Fazáns
- Costa da morte de Lois Patiño
- Dhogs de Andrés Goteira
- No cow on the ice de Eloy Domínguez Serén
- Todos vós sodes capitáns de Oliver Laxe

## Palmarès
- Violette d'or : Carmen et Lola de Arantxa Echevarría
- Prix du meilleur réalisateur : Sergi Portabella pour Jean-François y el sentit de la vida
- Prix de la meilleure interprétation féminine : Bárbara Lennie et  Susi Sánchez pour La enfermedad del domingo
- Prix de la meilleure interprétation masculine : Moreno Borja pour Carmen et Lola
- Prix du meilleur scénario : Ramón Salazar pour La enfermedad del domingo
- Prix de la meilleure musique : Gerard Pastor pour Jean-François y el sentit de la vida
- Prix de la meilleure photographie : Lara Vilanova pour Trinta Lumes
- Prix du meilleur nouveau réalisateur : Pau Durà pour Formentera Lady
- Prix du meilleur documentaire : Alberto García-Alix. La línea de sombra de Nicolás Combarro et Mention spéciale à Lo que dirán de Nila Núñez Urgell
- Prix du public : Carmen et Lola de Arantxa Echevarría